# Villers-le-Château
Villers-le-Château település Franciaországban, Marne megyében. Lakosainak száma 297 fő (2022. január 1.). Villers-le-Château Cheniers, Compertrix, Coolus, Fagnières, Matougues, Saint-Gibrien, Saint-Pierre és Thibie községekkel határos.

## Népesség
A település népessége az elmúlt években az alábbi módon változott:
| Lakosok száma | 123  | 253  | 257  | 259  | 245  | 245  | 254  | 264  | 281  | 297  |
|               | 1968 | 1982 | 1990 | 2006 | 2013 | 2015 | 2017 | 2019 | 2020 | 2022 |